# Pounamuella kuscheli
Pounamuella kuscheli är en spindelart som beskrevs av Forster och Norman I. Platnick 1985. Pounamuella kuscheli ingår i släktet Pounamuella och familjen Orsolobidae. Inga underarter finns listade i Catalogue of Life.